# Kościno
Kościno (deutsch Köstin) ist ein Dorf im Nordwesten Polens. Es liegt 12 Kilometer westlich von Stettin an der Grenze zu Deutschland. Es gehört dem Kreis Police, Woiwodschaft Westpommern, an und ist ein Teil der Gemeinde Dobra (Daber).